# Unikáty
Unikáty (2009) je třetí z řady výběrových DVD Jiřího Suchého a Jiřího Šlitra. Obsahuje 15 písniček spíše raritních nahrávek, jeden Suchého monolog a celý televizní film Dobře placená procházka z roku 1966. Nahrávka písně Satchmo je z návštěvy Louise Armstronga v Semaforu v roce 1965.

## Seznam písní
1. Hluboká vráska – 2:07 (Fats Domino / Jiří Suchý)
hovoří a zpívá Miloš Kopecký, hrají: Jiří Malásek – klavír, Karel Turnovský – bicí, František Živný – kontrabas
pořad Herci a písničky, Československá televize 1961 (režie: Eva Sadková, kamera: Vladimír Opletal)
2. Prázdná náruč – 3:01 (Jaroslav Ježek / Jiří Voskovec a Jan Werich)
zpívá Jiří Suchý, hraje Orchestr divadla Semafor
pořad Zadáno pro Semafor (režie: František Filip, kamera: Vladimír Opletal)
3. Pampeliška – 2:16
zpívá Jiří Suchý, hraje Orchestr divadla Semafor
režie: František Filip, kamera: Vladimír Opletal
4. Satchmo – 1:47
zpívají Eva Pilarová a Jiří Jelínek, hraje Orchestr divadla Semafor
režie: Vojtěch Jasný, kamera: Josef Střecha
5. Co jsem měl dnes k obědu – 3:04
zpívá Jiří Šlitr, hraje Orchestr divadla Semafor
pořad Benefice Semafor Suchý Šlitr, 1966
6. Tři tety – 5:17
zpívá Jiří Šlitr, hraje Orchestr divadla Semafor
pořad Benefice Semafor Suchý Šlitr, 1966
7. Hřebík v botě – 1:28 (Jiří Baur, Vlastimil Hála / Jaroslav Moravec)
zpívá Jiří Suchý, hraje Orchestr Ferdinanda Havlíka, řídí Ferdinand Havlík
pořad Grandsupertingltangl (režie: Ivan Soeldner, kamera: Jiří Pipka)
8. Cecílie – 2:33 (Irving Caesar / původní text: Jimmy Durante / český text: Jan Werich)
zpívá Jiří Suchý, hraje Orchestr Karla Vlacha, řídí Karel Vlach
pořad Grandsupertingltangl (viz výše)
9. Takovou lásku, o jaké jsem snila – 3:26
zpívají Naďa Urbánková a Jiří Suchý, hraje Orchestr divadla Semafor
režie: Miroslav Sobota, kamera: Jiří Pipka
10. Karavana – 2:15 (Duke Ellington, Juan Tizol / původní text: Irving Mills / český text: Jiří Suchý)
zpívá Jiří Suchý, účinkuje Věra Křesadlová a Eugen Jegorov
režie: Miroslav Sobota, kamera: Jiří Pipka
11. Tommy (Vánoční kovbojská) – 3:50
zpívají Jiří Suchý a Jiří Datel Novotný, hraje Sbor divadla Semafor
pořad Plakala panna, plakala (režie: Ladislav Rychman a Pavel Kopta)
12. Dobře placená procházka – 1:13:00
účinkují Jiří Suchý, Jiří Šlitr, Eva Pilarová, René Gabzdyl, Hana Hegerová, hraje Orchestr Dalibora Brázdy
režie: Miloš Forman a Ján Roháč, kamera: Jaroslav Kučera
13. O strachu – 1:54 (Jiří Suchý)
hovoří Jiří Suchý, pořad Jizvy, jiskry, jistoty, 1969
14. Pramínek vlasů – 3:30 (Jiří Suchý)
zpívá Jiří Šlitr, hraje Skupina Jiřího Bažanta
pořad Recital, Československá televize 1965 (režie: Ján Roháč, kamera: Stanislav Milota)
15. Oči sněhem zaváté – 4:00
zpívá Jiří Šlitr, hraje Skupina Jiřího Bažanta
pořad Recital (viz výše)
16. Zvuky slovenského pralesa – 1:10
zpívá Jiří Šlitr, hraje Skupina Jiřího Bažanta
pořad Recital (viz výše)
17. Klíměntajn – 3:05 (Jiří Šlitr / Jiří Suchý, Jiří Krampol)
zpívá Jiří Šlitr, hraje Skupina Jiřího Bažanta
pořad Recital (viz výše)

Pokud není uvedeno jinak je autorem hudby Jiří Šlitr a autorem textu písně Jiří Suchý.